# Spiriferida
Spiriferida – wymarły rząd ramienionogów żyjących od późnego ordowiku po trias.
Cechuje się spiralnym brachidium ułożonym w stronę boczną (lateralnie) lub tylno-boczną (postero-lateralnie), muszlą nieperforowaną (ang. impunctate) o obu skorupkach mocno wypukłych i często pokrytych radialnymi żebrami i brakiem jugum. Area wyraźna, ale występuje tylko na skorupce brzusznej. Skorupki kalcytowe.

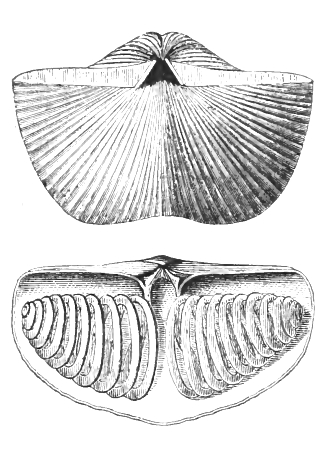
Spirifer striatus. Rysunek muszli od strony skorupki grzbietowej oraz widok otwartej muszli (skorupka grzbietowa usunięta) z bocznie skierowanym spiralium.

Dawniej uważano, że wszystkie ramienionogi posiadające wapienny szkielet lofoforu (brachidium) w postaci spiralium są blisko spokrewnione i zaliczano je do rzędu Spiriferida, natomiast według nowszych danych wapienny szkielet lofoforu powstał kilka razy niezależnie, co odzwierciedla podział dawnego rzędu Spiriferida [s.l.] na rzędy Spiriferida [s.s.], Spiriferinida, Atrypida i Athyridida.
Rząd kosmopolityczny, liczny w paleozoiku, w triasie rzadki. Skamieniałości różnych gatunków spiriferidów mają znaczenie w datowaniu skał paleozoicznych i są skamieniałościami przewodnimi.